# Rio Deveselu
O Rio Deveselu é um rio da Romênia, afluente do Redea, localizado no distrito de Olt.